# De facto
A de facto (latin: ’tényszerűen’, ’a tények felől nézve’) jogi kifejezés, melynek szabad fordítása körülbelül „gyakorlatilag” vagy „gyakorlatban”, párja a de jure kifejezésnek, ami viszont azt jelenti: ’a jogi helyzet szerint’. Azon tények vagy tettek, történések megjelölésére használatos, amelyek jogszabályban, törvényben nincsenek rögzítve, azonban közismertek, elfogadottak, vagy elterjedt gyakorlatuk van.
Egy példával szemléltetve: Mexikó de facto nemzeti nyelve a spanyol. Ez azt jelenti, hogy bár a törvény szerint az összes bennszülött nyelv használata egyenértékű a spanyoléval („hivatalos nyelv”, mint ilyen, nincs deklarálva), viszont a köz- és államigazgatásban, a médiában, valamint az általánosan használt és a lakosság közel 90%-a által értett nyelv a spanyol.
Ugyanez érvényes az olyan, törvény vagy jogszabály által nem bejegyzett, valamilyen cél érdekében létrehozott szervezetekre, csoportokra, amelyeket a társadalom vagy az adott célszemély elismer, azonban hivatalosan, vagyis jogszerűen nem léteznek. Ilyenek például de facto „hivatalos” (vagyis gyakorlatilag elismert) rajongói klubok.